# Ніверол рудошиїй
Ніверол рудошиїй (Pyrgilauda ruficollis) — вид горобцеподібних птахів родини горобцевих (Passeridae).

## Поширення
Вид поширений в Тибеті та прилеглих районах центрального Китаю. Взимку мігрує на південь до передгір'я Гімалаїв до Уттаракханда, Непалу, Сіккіма та Бутану. Природним середовищем існування є помірні луги.